# Турчянске Ясено
Турчянске Ясено  (словац. Turčianske Jaseno) — село, громада округу Мартін, Жилінський край, регіон Турець. Кадастрова площа громади — 20,47 км².
Населення 408 осіб (станом на 31 грудня 2018 року).

## Історія
Турчянске Ясено згадується 1249 року.

## Географія
Протікає потік Водки.

## Населення
| Рік:            | 1994. | 2004.   | 2014.   | 2024.    |
| --------------- | ----- | ------- | ------- | -------- |
| Кількість осіб: | 346   | 354     | 365     | 478      |
| Різниця:        |       | +2,31 % | +3,10 % | +30,95 % |

| Рік:            | 2023. | 2024.   |
| --------------- | ----- | ------- |
| Кількість осіб: | 470   | 478     |
| Різниця:        |       | +1,70 % |